# 抽象絵画
抽象絵画（、英: abstract painting）は、狭義には、具体的な対象を描かない絵画である。広義には、具体的な対象がその現実の様態から抽象化され乖離している絵画である。抽象画（）とも。
抽象絵画は抽象美術・抽象芸術（英: abstract art）の一種である。狭義の抽象絵画には非対象絵画、無対象絵画、絶対象絵画などがある。広義の抽象絵画の例としてピカソのキュビスム作品が挙げられる。

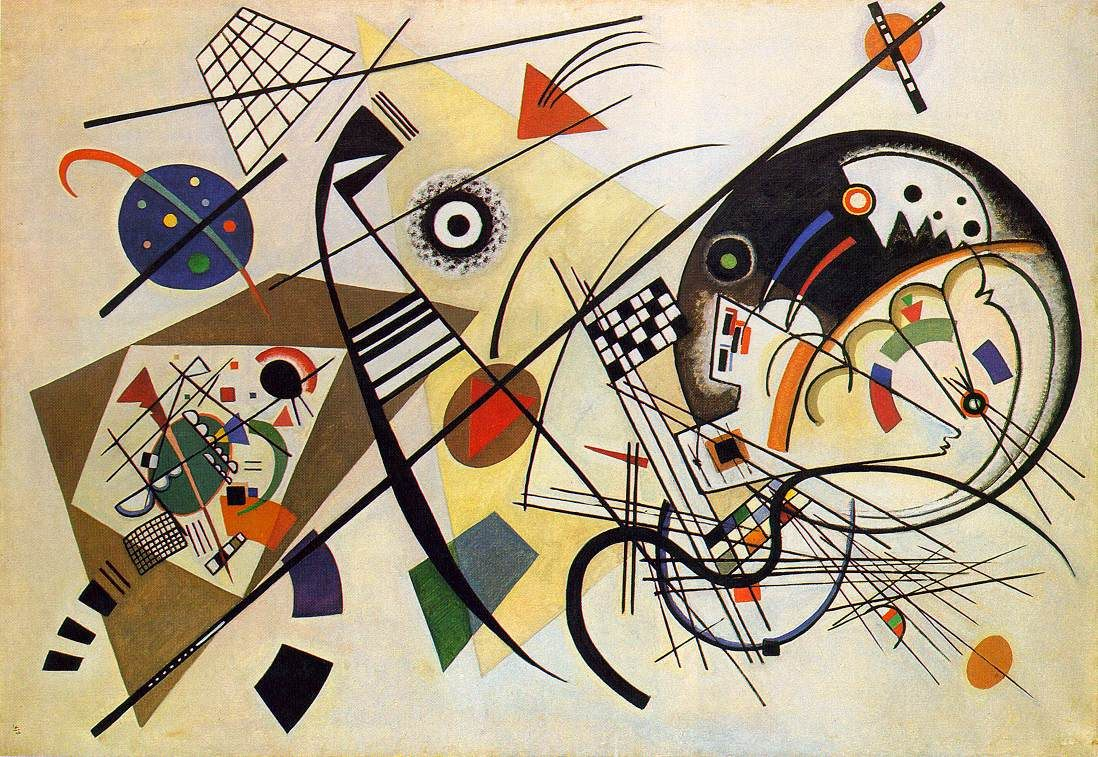
ワシリー・カンディンスキー「Transverse Line - 横線」

## 歴史
美術史における狭義の抽象絵画は、1910年代頃にはじまった。
一般に、美術史上では、カンディンスキーもしくはモンドリアンが抽象絵画の創始者であると看做されており、その時期は1910年頃とされている。カンディンスキーのどの作品をもって最初の抽象絵画と呼ぶかについては、諸説あるが、例えば、1911年制作とされる「円のある絵」（トビリシのグルジア美術館所蔵）が挙げられる。モンドリアンの場合は、1908年制作とされる「太陽光の中の風車」が最初期の象徴的な作品である。ただし、作品に付記した年が誤っているという見方もある。初期の抽象画としては、カンディンスキーのほか、フランシェスク・クプカの絵画などもあげられる。
他に、最初期の抽象絵画としては、スウェーデンのヒルマ・アフ・クリントが既に1906-07年頃に抽象絵画と見なすことのできる作品を描いている。この他にはフランス（パリ）では、ロベール・ドローネー（1885年 - 1941年）、フランティセック・クプカ（1871年 - 1957年）、ロシアでは、ミハイル・ラリオーノフ（1881年 - 1964年）、アメリカでは、アーサー・ダヴ（1880年 - 1946年）などが挙げられる。いずれも、1911年頃に、抽象絵画と呼べるような作品を残している。イタリアの未来派の一員だったジャコモ・バルラも1912年には抽象表現に踏み出していた。

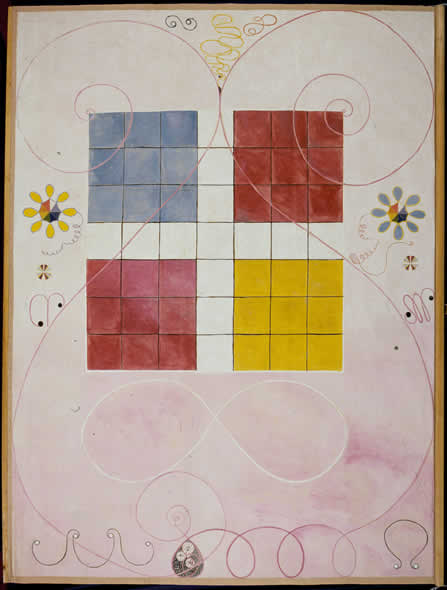
ヒルマ・アフ・クリント「De Tio Största, n°10 Alderdomen」（1907年）
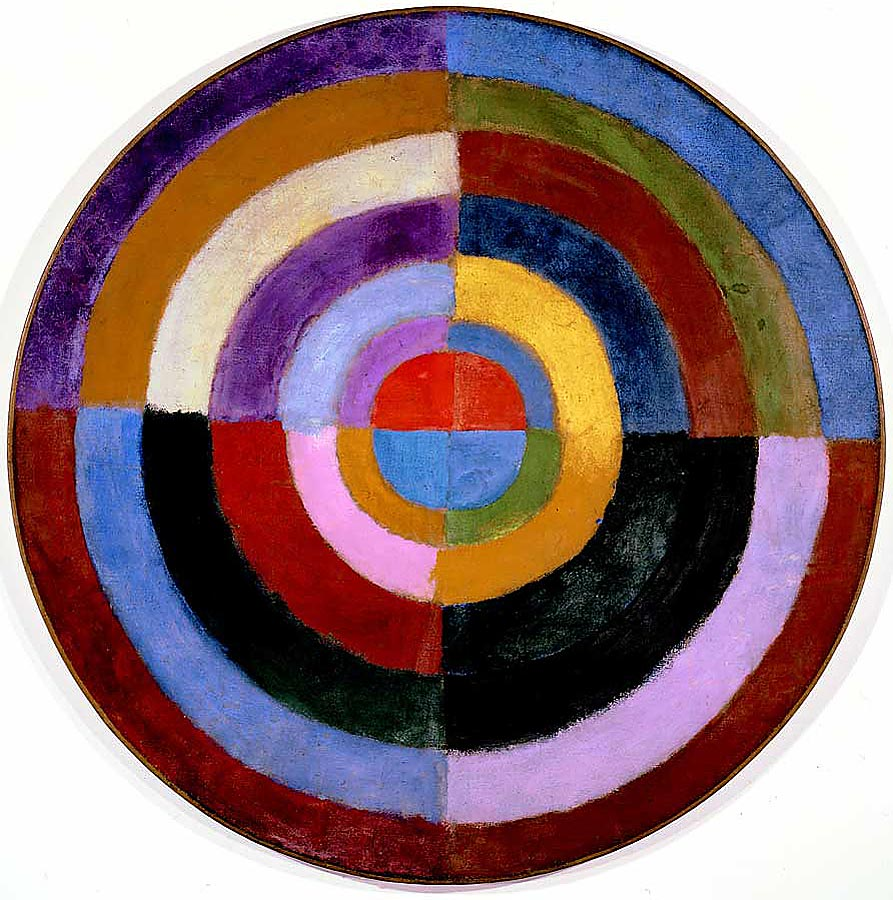
ロベール・ドローネー「Le Premier Disque」（1912年～1913年）
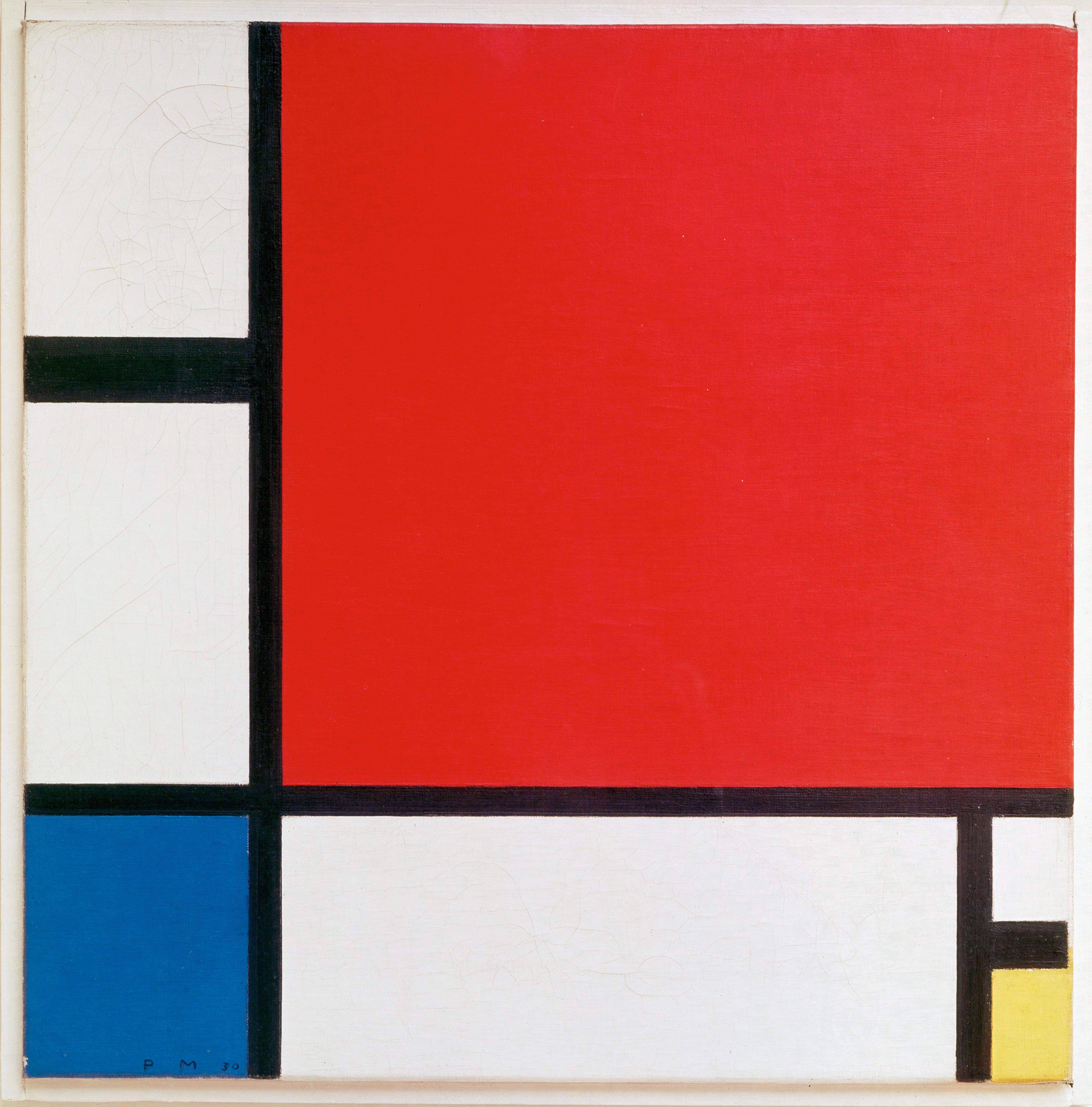
ピート・モンドリアン「赤・青・黄のコンポジション」（1930年）

抽象絵画の源流は、主として「ドイツ表現主義」からと「キュビスム」からの2つの流れがある。
1. ドイツ表現主義からの流れは、カンディンスキーやフランツ・マルクなどの作品にあり、パウル・クレーの一部の作品も含めることができるかもしれない。カンディンスキーやマルクの作品は、抽象的でありつつ、有機的な形態を持っていたことに特徴がある。
2. キュビスムからの流れはパリの美術運動「オルフィスム」からはじまり、ドローネー、クプカ、フランシス・ピカビア（ 1879年 - 1953年）などが抽象的な絵画を描いた。そしてさらにオランダのピート・モンドリアンら「デ・ステイル」のメンバーへ流れ、ロシア・ソビエトでは、抽象美術運動「レイヨニスム」に始まり「ロシア・アヴァンギャルド」の美術家であるミハイル・ラリオーノフ、マレーヴィチ、ウラジーミル・タトリンらなどへ移る。ロシア・アバンギャルドには「構成主義」「ロシア未来主義」「キューボ・フューチャリズム」「ネオ・プリミティズム」なども含まれる[5][6][7][8]。そして流れは戦間期のヨーロッパにおける「1930年代の抽象絵画運動」へ結集する。これらは、モンドリアンらを典型とする幾何学的な形態表現を特徴としている（オルフィスムでは、そこまでは至らず）。

もっともこの二つの流れは厳密に独立していたわけではなく、互いに影響を与え合い、時には合流することもあった。例としてはドローネーがカンディンスキーをはじめとする青騎士のメンバーと交流を持っていたこと、またクレーがパリでドローネーと会い彼の美術エッセイを独訳したこと、バウハウスはカンディンスキーやクレーが参加する一方でマレーヴィチらロシア・アヴァンギャルドのメンバーやデ・ステイルのテオ・ファン・ドースブルフらとも交流をもっていたことなどが挙げられる。1930年代の抽象絵画運動である「アプストラクシオン・クレアシオン（抽象・創造）」には、カンディンスキーとモンドリアンがそれぞれ加わっていた。
これらの作家のうち、第二次世界大戦前に成立したナチス政権を避けた多くの者がアメリカに亡命・移住した。これが、戦後のアメリカにおける美術の繁栄へとつながっていく。なお、戦後の抽象絵画は、それまでの幾何学的な抽象に対して新しい潮流としてアメリカの「抽象表現主義」とヨーロッパの「アンフォルメル」が登場し、それらから派生した美術表現が多様性を持った展開を見せた。
何をもって抽象絵画の到達点と見るかにはいろいろな考え方があるが、第二次大戦前においては、非具象的でしばしば不規則な形態の表現を追求したカンディンスキーの作品（様々な色彩の多様な形状が画面いっぱいに展開されている「コンポジション」シリーズなど）、抽象的な形態の徹底した単純化を推し進め、「シュプレマティスム」を提唱したマレーヴィチの作品（1915年頃の「黒の正方形」「黒の円」「黒の十字」「赤の正方形」など、1918年の「白の上の白（の正方形）」）、幾何学的な構成により純粋な調和とリアリティの実現を目指したモンドリアンの作品（1920年頃以降の水平線・垂直線と白黒・三原色）などが代表作とされる。
戦後に、画面における中心・周辺といったものを排し、新たな表現を打ち出したジャクソン・ポロックのドリッピングによる諸作品（抽象表現主義の代表例とされることも多い）や、厳密化と単純化の新たな到達点としてのフランク・ステラの「ブラック・ペインティング」シリーズなどが挙げられることがある。

## 分析：具象絵画、デザインとの相違
例えば、横長のカンバスに、左から、「○△□」と油彩、もしくは水彩で描いた絵画が存在したと仮定する。
1. この絵画について「丸はボール、三角は山、■はビル、をそれぞれ示している」と描いた本人が主張すれば、具象絵画か、せいぜい広義の抽象絵画になる。
2. これについて「何か対象があったわけではない」と描いた本人が定義すれば、抽象絵画になる。
3. これについて「絵ではなく、デザイン・マーク・模様」と描いた本人が主張すれば、デザイン・マーク・記号・模様のカテゴリーになる。

その区別は、絵画制作者の主観によって決定される。なお、「○△□、と描いただけの絵画作品」は江戸時代の禅僧仙厓義梵の作品に実在する。

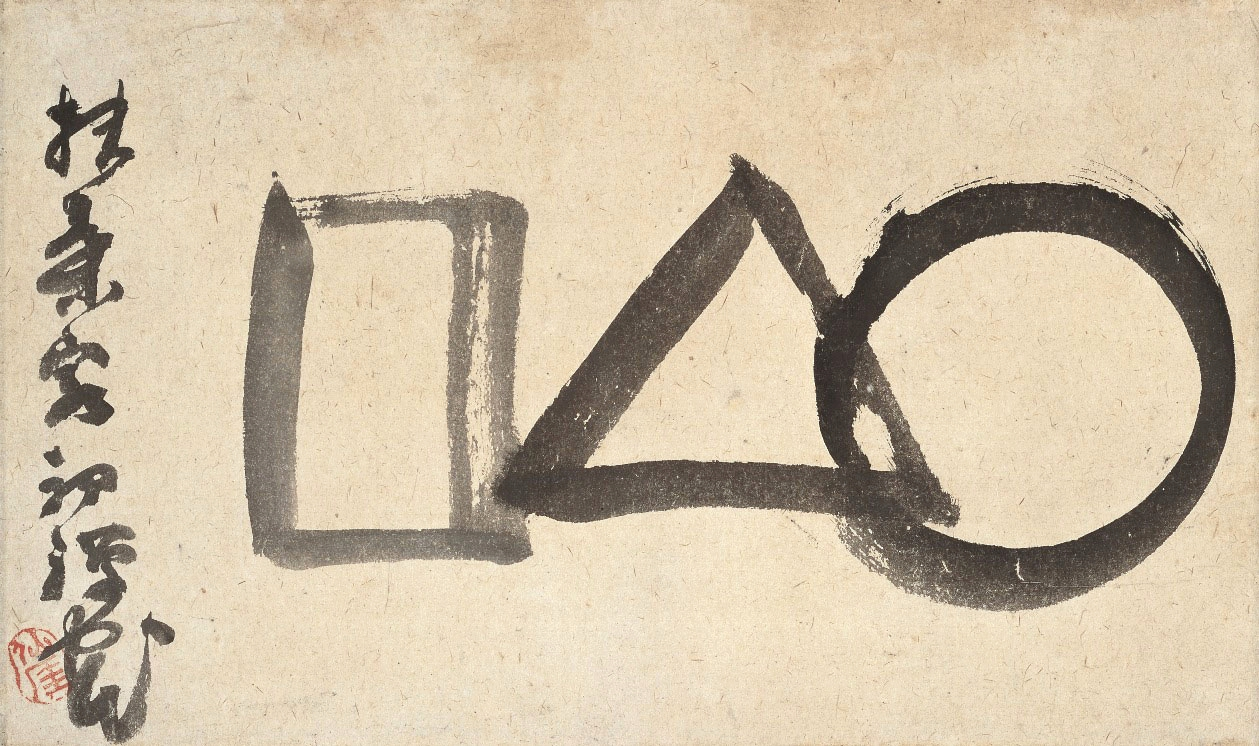
仙厓義梵「○△□」 出光美術館蔵

## 「抽象美術」「抽象芸術」について

### 抽象絵画作家
オランダ
- カレル・アペル
- ウィレム・デ・クーニング
- テオ・ファン・ドゥースブルフ
- ピート・モンドリアン

ドイツ
- ヨゼフ・アルバース
- ジャン・アルプ
- ゲルハルト・リヒター

ウクライナ
- アレクサンドラ・エクステル
- ソニア・ドローネー

ロシア
- ワシリー・カンディンスキー

オーストリア＝ハンガリー帝国
- フランティセック・クプカ

アメリカ
- アーサー・ダヴ
- リチャード・ディーベンコーン
- バーネット・ニューマン
- ケネス・ノーランド
- モーリス・ルイス

フランス
- ロベール・ドローネー
- ジャン・フォートリエ

イタリア
- ジャコモ・バッラ
- アルベルト・ブッリ

ハンガリー
- フィルモス・フサール

韓国
- 李禹煥

日本
- 雨利
- 石郷岡敬佳
- 尾形純
- 岡本慈子
- 鴨下葉子
- 神原泰
- 木村一生
- 小屋哲雄
- 佐々木宏子
- 白髪一雄
- 鷲見康夫
- 多賀谷伊徳
- 田淵安一
- 津高和一
- 長谷川晶
- 花田和治
- 藤尾仁志
- 正延正俊
- 村井正誠
- 本宮健史
- 吉田花子

### 抽象彫刻
「抽象美術」というものは、「抽象彫刻」などを含めた意味で使われる。
「抽象彫刻」を制作した具体的な作家名としては、
- コンスタンティン・ブランクーシ（1876年 - 1957年）
- ジャン・アルプ（1887年 - 1966年）
- ナウム・ガボ（1890年 - 1977年）
- アントワーヌ・ペヴスナー（ペブスナー）（1886年 - 1962年）、
- ウラジーミル・タトリン（1885年 - 1953年）
- バーバラ・ヘップワース（1903年 - 1975年）

などが挙げられる。
なお、「抽象写真」や「抽象建築」という用語は、ほとんど使われない。また、「抽象芸術」と言われる場合、「抽象音楽」などを含めた意味になる。